# Мелі-Шипаке
Мелі-Шипаке (Мелі-Шіху) (д/н — 1174 до н. е.) — цар Вавилону близько 1188—1174 років до н. е. Ім'я перекладається як «Слуга Шипаке». Каситський бог Шипаке тотожній вавилонському Мардуку.

## Життєпис
Походив з III Вавилонської (Каситської) династії. Син царя Адад-шум-уцура. Від його часу правління збереглися 2 будівельні написи, напис посвяти, 6 прикордонних каменів (кудурру), 10 господарських текстів.
Дотримувався дружніх відносин з ассирійським царем Нінурта-апал-Екуром, який свого часу переховувався в Вавилоні. Відоме листування вавилонського і ассирійського царів. Це дозволило відновити релярну торгівлі з Ассирією та її сусідами північніше. Видав свою доньку Хунубат-Нана за еламського царя Шутрук-Наххунте I, завдяки цьому встановив мирні відносини з останнім.
Послаблення Хетської держави дозволило перейти у наступ проти Кузі-Тешуба, царя Каркемишу і намісника хетів в Сирії. В результаті було захоплено важливе місто Емар на Євфраті. Кордон з Каркемишом тепер пролягав цією річкою.
Продовжував утримувати шлях до родинних земель каситов — його кудурру (прикордонний знак) зберігався на великому караванному шляху, що вів з долини Діял вглиб Іранського нагір'я, до того часу, коли лише Шутрук-Наххунте I, цар Еламу, зміг захопити його.
За заповітом батька завершив спорудження нової статуї бога Мардука. Відновив активну будівельну діяльність в Ніппурі, Ісіні, Урі. тут було відновлено екури, зіккурати і храми. Підтримував писарські та наукові школи. Відомий текст з ворожіння, складений в часи правління цього царя. Тут йдеться про 25 прикмет, пов'язаних з польотом сокола і ворона.
Йому спадкував син Мардук-апла-іддін I.